# 사라 린드
세라 린드(Sarah Lind, 1982년 7월 22일 ~ )는 캐나다의 배우이다.
리자이나에서 태어났다.

## 출연 작품

### 영화
- The Lost Daughter (1997)
- Fetching Cody (2005)
- Severed (2005) - 리타 역
- 비겁한 로버트 포드의 제시 제임스 암살 (2006)
- 어머니와 딸 (2008, Mothers & Daughters)
- A Gun to the Head (2009)
- What Goes Up (2009)
- A Night for Dying Tigers (2010)
- Doll Parts (2011) - 이밴절린 역 (단편)
- In No Particular Order (2012)
- The Stolen (2012) - 단편
- Glue (2012) - 소피 역 (단편)
- 울프캅 (2014) - 제시카 역
- 블랙번: 죽음의 숲 (2015, The Blackburn Asylum)
- 휴매니티 뷰로우: 인류관리국 (2017, The Humanity Bureau) - 레이철 웰러 역
- 콜드 블러드 레거시 (2019, Cold Blood) - 찰리 역

### 텔레비전
- 트루 저스티스 (2010-12, True Justice) - 세라 몽고메리 역